# Ligia dioscorides
Ligia dioscorides là một loài chân đều trong họ Ligiidae. Loài này được Taiti & Ferrara miêu tả khoa học năm 2004.